# Antonio Pacheco
Antonio Pacheco D'Agosti (Montevidéu, 11 de abril de 1976) é um treinador e ex-futebolista uruguaio que atuava como meia ou atacante. Atualmente está sem clube.

## Carreira

### Peñarol
Iniciou sua carreira no Peñarol, onde jogou entre 1993 a 2000. Nesse período, conhecido como quinquenio de ouro, ganhou cinco Campeonatos Uruguaios, tornando-se um dos maiores jogadores do futebol uruguaio nesse periodo.

### Internazionale e empréstimos
Em 2001 foi contratado pela Internazionale após performances estrelares no Peñarol, assinando um contrato até 30 de junho de 2005. No entanto, jogou apenas duas partidas com a camisa da Internazionale: contra a Lazio, pelo Campeonato Italiano e contra o Alavés, pela Copa da UEFA. Nos anos seguintes, sucedeu a empréstimos consecutivos, para o Peñarol, mas também na Espanha, pela primeira vez com o Espanyol e em seguida ao Albacete, time esse que comprou o passe definitivo do jogador. 
Em janeiro de 2006, o Albacete caiu para a segunda divisão, e Pacheco e acabou por ser emprestado ao Alavés até o final da temporada. Sua passagem pelo Alavés foi um desastre individualmente e coletivamente (rebaixamento).

### Período na Argentina e volta ao Peñarol
Após um breve período na Argentina com o Gimnasia La Plata, voltou em 2007 para uma terceira passagem pelo Peñarol. Marcou 12 gols no campeonato 2008-09, incluindo duas vezes contra o rival Nacional.
Em 2009, saiu como o quarto jogador em atividade mais popular da América segundo o IFFHS.
Em 14 de novembro de 2010, estabeleceu um recorde, sendo o jogador que mais disputou clássicos, chegando ao seu 50º jogo contra o Nacional, superando o recorde anterior de Fernando Morena e Pablo Bengoechea, ambos com 49 jogos.
Na temporada 2009-10, tornou-se artilheiro do Campeonato Uruguaio, marcando 23 gols. Além do título uruguaio, foi eleito o melhor jogador do Torneio Clausura.
Na temporada seguinte, com a chegada de Diego Aguirre, perdeu espaço na equipe, indo pra reserva e jogando poucos minutos. Na campanha do vice-campeonato da Libertadores 2011, foi reserva durante quase todo o campeonato, jogando alguns poucos minutos na primeira partida da final contra o Santos, em Montevideo.

### Montevideo Wanderers
Em 15 de julho de 2011, Pacheco deixa o Peñarol. No mesmo ano, é anunciado como novo jogador do Montevideo Wanderers. Em sua primeira partida, marcou dois gols de pênalti, na vitória sobre o Cerro Largo por 3 a 2, sendo muito elogiado pelos torcedores e pelo técnico Daniel Carreño. Com a camisa dos bohemios, jogou 28 jogos e marcou 10 gols.

### Retorno ao Peñarol
Depois de seu contrato com o Montevideo Wanderers terminar, Pacheco acerta seu retorno ao Peñarol pela quarta vez. Em sua reestreia, marcou um gol contra o Fénix, porém, depois de uma dividida, sofreu uma fratura na tíbia e perônio da perna direita. Após a operação, a expectativa de retorno é de aproximadamente quatro meses.Na semifinal do Campeonato Uruguaio de 2012–13, contra o Defensor Sporting, marcou um hat trick na vitória por 3 a 1, conquistando seu oitavo título uruguaio com a camisa dos carboneros.

### Seleção
Sua estréia pela seleção foi no dia 12 de outubro de 1997, em um 0-0 contra a Argentina pelas Eliminatórias da Copa do Mundo FIFA de 1998. Pelo Uruguai, jogou 12 jogos e marcou 3 gols. Também participou da Copa América de 1999 e da Copa das Confederações de 1997.

## Carreira como treinador

### Montevideo Wanderers
Em 14 de março de 2024, iniciou sua carreira como treinador no Montevideo Wanderers, clube onde atuou como futebolista.

## Estatísticas
Atualizado até 5 de março de 2025
| Clube                | Jogos | Vitórias | Empates | Derrotas | Aproveitamento |
| -------------------- | ----- | -------- | ------- | -------- | -------------- |
| Montevideo Wanderers | 39    | 13       | 9       | 17       | 41.03%         |

## Títulos
Peñarol
- Campeonato Uruguaio: 1994, 1995, 1996, 1997, 1999, 2003, 2009–10 e 2012–13
- Vice-campeão da Copa Libertadores da América: 2011

## Recordes
- Quarto maior goleador da história do Campeonato Uruguaio com 133 gols
- Jogador do Peñarol com mais presenças em Nacional vs. Peñarol: 60 clássicos disputados[7]
- Jogador do Peñarol com mais clássicos vencidos: 28[7]

### Prêmios individuais
- Artilheiro do Campeonato Uruguaio: 2008–09 e 2009–10
- Melhor jogador do Torneio Clausura: 2009–10

## Ligaçoes externas
- Inter archives
- Ficha de Antonio Pacheco Site oficial Peñarol